# 德玉明
德玉明（Alphonse de Voss，1840年4月21日—1888年7月21日），圣母圣心会会士，天主教蒙古西南境代牧区首任主教（1883年12月12日– 1888年7月21日）。 
1840年4月21日，德玉明生于比利时布鲁日，1863年12月19日晋升神父。
1868年加入圣母圣心会，1869年受派遣来到蒙古傳教。1872年到1874年，他在南壕堑（今尚义县城）修建宏伟的教堂，建立西湾子以外的第二个传教基地。1874年，蒙古代牧区宗座代牧巴耆贤派遣他和費爾林敦（Verlinden）远赴鄂爾多斯，建立城川教民村，此后大力向内蒙古西部传教，又陆续建立二十四顷地（1880年）等传教据点。
1883年12月12日，由于蒙古代牧区的范围过于辽阔，教廷将其一分为三，德玉明担任蒙古西南境代牧区首任宗座代牧。1884年5月18日接受祝圣。在此期间，传教区又购买了大片土地，建立了三盛公（今磴口县城）等传教中心，吸引了大批汉族农民加入天主教会。
1888年7月21日，德玉明主教去世，终年48岁。继任者为韩默理主教。